# جلوي بن عبد العزيز بن مساعد آل سعود
الأمير جلوي بن عبد العزيز بن مساعد بن جلوي بن تركي بن عبد الله بن محمد بن آل سعود (1958 / 1377هـ) هو أمير منطقة نجران والابن الأصغر للأمير عبد العزيز بن مساعد بن جلوي آل سعود ابن عم عبد العزيز آل سعود وأحد قادته وهو خريج مدرسة المظلات و قوات الأمن الخاصة ويحمل شهادة الجمعية البريطانية للقفز بالمظلات وحصل على نوط معركة عاصفة الصحراء ووسام تحرير الكويت. ووالدته هي الأميرة عزيزة.

## مناصبه
- بتاريخ 29 محرم 1421هـ الموافق لـ4 مايو 2000م صدر أمر ملكي بتعيينه نائباً لأمير منطقة تبوك بالمرتبة الممتازة.[1]
- بتاريخ 4 جمادى الأولى 1425هـ الموافق لـ22 يونيو 2004م صدر أمر ملكي بتعيينه نائباً لأمير المنطقة الشرقية بالمرتبة الممتازة.[2]
- بتاريخ 19 محرم 1436هـ الموافق لـ12 نوفمبر 2014م صدر أمر ملكي بتعيينه أميراً لمنطقة نجران بمرتبة وزير.[3]

## الأوسمة
- نوط معركة عاصفة الصحراء
- وسام تحرير الكويت.

## أسرته

### كان متزوجا من الأميرة حصة بنت محمد الدامر وله منها:
- الامير عبدالله
- الاميرة نورة كانت متزوجة من الأمير عبدالله بن سلطان بن ناصر بن عبدالعزيز في شهر مايو 2016 ولها من الأبناء الأمير عبدالعزيز والأميرة الجازي.

### متزوج من الأميرة نورة بنت فهد بن مشاري بن جلوي وله منها:
- الأمير عبدالعزيز متزوج من الأميرة جواهر بنت بدر بن فهد بن سعد الأول بن عبد الرحمن آل سعود.
- الأمير تركي متزوج من كريمة الشيخ عبدالكريم بن محمد السبهان .
- الأمير مساعد كان متزوج من كريمة الأمير تركي بن عبدالله بن جلوي[4] ومتزوج من الأميرة رهام بنت سيف الأسلام بن سعود بن عبدالعزيز.
- الأمير سلطان..
- الأمير فهد
- الأميرة الجوهرة متزوجة من الأمير عبدالعزيز بن بندر بن مشاري بن مقرن آل سعود.[5]
- الأميرة سارة
- الأميرة العنود متزوجة من الأمير سلمان بن عبدالله بن محمد بن عبدالله بن جلوي.
- الأمير فيصل

متزوج من الأميرة العنود بن سعد بن عبد العزيز بن جلوي آل سعود. لم تنجب أبناء.